# Кюссаберг
Кюссаберг (нем. Küssaberg) — коммуна в округе Вальдсхут в земле Баден-Вюртемберг в Германии, на границе со Швейцарией. В Кюссаберге транспортное сообщение между Германией и Швейцарией проходит между Вальдсхут-Тинген и Шаффхаузен через Рейнский мост Цурцах-Райнхайма. Кюссабург, расположенный в районе Кюссаберг, является достопримечательностью района Вальдсхут. Подчиняется административному округу Фрайбург. Входит в состав района Вальдсхут. Население составляет 5468 человек (на 31 декабря 2010 года). Занимает площадь 26,16 км². 

## География
Кюссаберг расположен на юго-восточной окраине Шварцвальда и является частью региона Клетгау. Коммуна расположена на равнине, ограниченной горным хребтом Ранден на суше и Высоким Рейном на юге. Муниципальная территория занимает 26,20 км²; 10,18 км² покрыты лесом, сельскохозяйственная площадь составляет 12,62 км². В среде, характеризующейся лесным и сельскохозяйственным использованием, находится коммерческий район, огражденный от жилых массивов.